# 聖弗洛里安
聖弗洛里安（英語：Saint Florian；250–約304年），是一位基督教聖人，也是奧地利林茨的守護神，以及掃煙囪人、肥皂製造者和消防員的守護神。他的節日是5月4日。聖弗洛里安也是上奧地利州的讚助人，與聖利奧波德一起擔任。

## 生平
聖弗洛里安於250年左右出生於古羅馬城市 Aelium Cetium，即今奧地利聖珀爾滕。他加入了羅馬軍隊並晉升，最終升任為羅馬諾里庫姆行省帝國軍隊的指揮官。除了軍事職責外，他還負責組織和領導消防隊。弗洛里安組織並訓練了一支精銳的士兵小組，他們的唯一職責是滅火。
在戴克里先迫害基督徒期間，有人向羅馬報稱聖弗洛里安並未在其領地上執行針對基督徒的禁令。阿奎利努斯被派往當地調查。當阿奎利努斯命令弗洛里安按照羅馬宗教向羅馬諸神獻祭時，弗洛里安拒絕了。弗洛里安被判處火刑。據說弗洛里安站在火葬柴堆上挑戰羅馬士兵生火，他說：「如果你想知道我不怕你的折磨，就點火吧，我奉主的名爬上去。」士兵們擔心他的話，並沒有燒死弗洛里安，而是在他脖子上掛石磨後將他淹死在恩斯河中。

## 崇敬
聖弗洛里安在中歐受到非常廣泛的崇敬。奧地利小鎮聖弗洛里安以他的名字命名。據傳說，他的遺體被安葬在聖弗洛里安修道院，小鎮圍繞著這座修道院發展。他的屍體最終被移至奧地利林茨附近的聖弗洛里安奧古斯丁修道院。
聖弗洛里安於1184年被採納為波蘭的主保聖人，當時教宗盧修斯三世同意卡西米爾二世親王的請求，將弗洛里安的遺物送往該國。克拉科夫因此聲稱擁有他的一些遺物。
1935年，一座由 Josef Josephu 製作的弗洛里安雕像在維也納揭幕。它矗立在維也納的主要消防站，位於該市的主要廣場 Am Hof。二戰期間的1945年，消防站被炸毀後，雕像被移至消防隊博物館（Wiener Feuerwehrmuseum）。
尋求一位樂於助人的聖徒的讚助，一直是天主教地區命名實踐的一部分。在德意志帝國南部的天主教地區（主要是現在的巴伐利亞和奧地利），農民經常使用弗洛里安這個名字作為他們至少一個男孩的名字之一：以保護聖人免受火災的影響。因此，該人名在這些地區仍然很普遍。

### 贊助
聖弗洛里安是奧地利和波蘭的主保聖人；也是消防員、煙囪清掃工和釀酒師的守護神。他被用來對抗火災、洪水、閃電和煉獄的痛苦。
著名的聖弗洛里安教堂位於克拉科夫。自1528年以來，對他的崇拜就特別強烈，當時一場大火燒毀了附近，但沒有摧毀教堂。

## 當代文化
費利克斯·薩爾騰的小說《弗洛里安：皇帝的種馬》中的主人公以聖弗洛里安的名字命名，因為該動物於1901年5月4日出生在奧地利利比薩。
阿爾弗雷德·舒尼特克的第二交響曲副標題是“聖弗洛里安”。

## 外部連結
- Catholic Online article （页面存档备份，存于）
- The Cult of St. Florian （页面存档备份，存于） (with primary sources)
- St. Florian's Abbey in Austria （页面存档备份，存于）
- Saint Florian the patron saint of the fire service （页面存档备份，存于）
- Saints of Suds （页面存档备份，存于）
- Firefighter's Cross symbols on historic firefighting objects （页面存档备份，存于）, Staten Island Historical Society Online Collections Database
- Saint Florian （页面存档备份，存于） at the Christian Iconography （页面存档备份，存于） web site
- / "The Myth of the 'Maltese' Cross in the American Fire Service" （页面存档备份，存于）